# أودي مورو
أودي مورو (بالفرنسية: Aude Moreau) هي لاعبة كرة قدم فرنسية، ولدت في 5 أغسطس 1990 في نويي-سور-سين في فرنسا. لعبت مع باريس سان جيرمان للسيدات ومركز كليرفونتين.

## وصلات خارجية
- أودي مورو على موقع الاتحاد الدولي (مؤرشف)  (الإنجليزية)
- أودي مورو على موقع قاعدة بيانات كرة القدم.إي يو (الإنجليزية)